# ホワイト・クリスマス (映画)
『ホワイト・クリスマス』（White Christmas）は、1954年のアメリカ合衆国の映画。テクニカラーによるミュージカル映画で、ビング・クロスビーとダニー・ケイが主演し、主題歌「ホワイト・クリスマス」をはじめアーヴィング・バーリン作品の歌がフィーチャーされた。監督はマイケル・カーティス、主演の2人の相手役としてローズマリー・クルーニーとヴェラ＝エレンが共演した。
この映画は、ビスタビジョンで製作・公開された最初の作品として知られている。ビスタビジョンは、通常の35ミリ・フィルムを用い、撮影の際に駆動の向きを横にして、1齣を標準の2倍の大きさとし、高画質で撮影したネガを、標準サイズのフィルムに縮小プリントするものであった。

## あらすじ

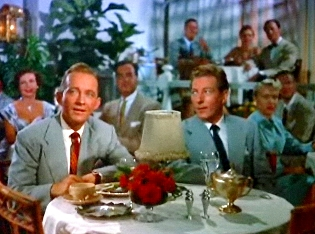
ビング・クロスビー (左) とダニー・ケイ (右)

かつてブロードウェイのスターだったボブ・ウォレス(ビング・クロスビー)と、芸人の卵フィル・デイヴィス(ダニー・ケイ)は、第二次世界大戦の戦友。1944年のクリスマス・イブ、ヨーロッパの某所で話は始まる。前線で、ボブ・ウォレス大尉はフィル・デイヴィス一等兵に手伝わせて兵士たちにショーを見せている(「ホワイト・クリスマス」がフィーチャーされた場面、以下同様)。ショーの最後に、トマス・F・ウェイヴァリー少将(ディーン・ジャガー)が到着して、前線視察を行い、ハロルド・G・コクラン将軍(ギャビン・ゴードン)から司令官の任を解かれたことを告げる。兵士たちは盛大な送別をする(「The Old Man」)。敵軍の砲撃の中、フィルは、崩れ落ちて来た壁からボブを救い、腕に軽傷を負う。フィルは「負傷した」腕をネタに、「特別な義務」は何も期待しないと言いながら、戦争が終わったら一緒に2人組で演芸をやるようボブを説得してしまう。フィルが腕の傷を使って、ボブに自分が望むことをさせようとするというパターンは、映画全体を通して繰り返される定番のネタになっていく。
戦後になり、2人はナイトクラブやラジオ、そしてブロードウェイで成功する。人気は沸騰して、プロデューサーにまで出世し、『Playing Around』というニューヨークのミュージカルを大ヒットさせる。ブロードウェイで2年間の公演をした後、12月の半ばに、このショーはフロリダに公演地を移していた。2人はフロリダ劇場での公演中に、旧知の戦友から、妹2人をオーディションしてほしいという手紙を受け取る。オーディションのためにクラブへ行くと(「Sisters」)、姉ベティ(ローズマリー・クルーニー)は、手紙は妹ジュディ(ヴェラ＝エレン)が出したものだとバラしてしまう。ボブとフィルは、ベティとジュディが大家と保安官から逃げるのを助ける(大家は姉妹が200ドルの敷物を焼いてしまったと訴えていた)。姉妹を列車に逃がす間に、ボブとフィルは「Sisters」をレコーディングする。フィルは姉妹に、自分とボブが使うはずだった列車の切符を渡す。ボブとフィルが列車に着いた時、2人には切符がない。フィルは腕の傷のネタを使ってボブを説得し、休日を過ごしに行くバーモント州まで姉妹を同行させる(「Snow」)。バーモント州のパインツリー(Pine Tree、架空)へ来た一行は、かつての司令官ウェイヴァリー将軍が当地のコロムビア・インという宿を経営しており、雪不足から客足が遠のいたために宿が倒産寸前であることを知る。将軍は、貯金と年金のすべてを、この宿への投資に注ぎ込んでいた。
この窮地を救おうと決心したウォレスとデイヴィス(ボブとフィル)の2人は、『Playing Around』をブロードウェイのキャストのまま当地へ持ち込み、そこにできる限りベティとジュディを加えることにする。ボブは、将軍が陸軍への復帰を希望しながら拒絶されていたことを知り、将軍が忘れられた存在ではないことを証明しようと決意する。
ボブは、陸軍のかつての戦友で、今ではテレビ番組(意図的に『エド・サリヴァン・ショー』そっくりにしてある)の司会者として成功しているエド・ハリスン(ジョニー・グラント)に電話をして、将軍の下で戦ったすべての戦友たちにこのショーのことを告知したいと頼む。ハリスンは、全員で出かけて、その様子をテレビのショーに乗せると応じ、そうすれば将軍の状況も加味されてウォレスとデイヴィスの宣伝にもなるだとうと言う。このやり取りだけを立ち聞きした家政婦エマ・エレン(マリー・ウィックス)は、これをベティに知らせる。ボブは、エドに、そういうつもりではなく、部隊に所属したできるだけ多くの仲間に、クリスマス・イブにパインツリーへ来てほしくて告知をするだけだと告げる。ボブの意図を誤解したベティは、2人を近づけようとしたフィルとジュデュが偽装婚約をしたのも空しく、ニューヨークのカルーセル：クラブの仕事のためパインツリーを離れてしまう。
ボブは『エド：ハリスン：ショー』に出演し、ニューイングランドに住む第151師団の退役兵全てに、クリスマス・イブにはパインツリーへ集まるよう呼びかけた。
『エド：ハリスン：ショー』のボブの告知を見て、ベティは誤解を解く。パインツリーへ向かった彼女は、クリスマス・イブのショーにちょうど間に合うことができた。一方、スーツがみんなクリーニングに出ていると思い込まされたウェイヴァリー将軍は、仕方なく古い軍服を着るしかないと考える。ショーが催される宿のロッジに将軍が入ると、かつての部下たちが「We'll Follow the Old Man」を大合唱して歓迎する。程なくして雪が降り始めたことが知らされる。
印象深いフィナーレでは、ボブとベティが愛を告白し、フィルとジュディも同様である。ショーの背景が取り外されるとパインツリーには待望の雪が降っている。皆がグラスを挙げ、「あなたの日々が陽気で明るいものでありますように、そして、あなたのクリスマスが白く雪に包まれますように」と歌いながら乾杯する。

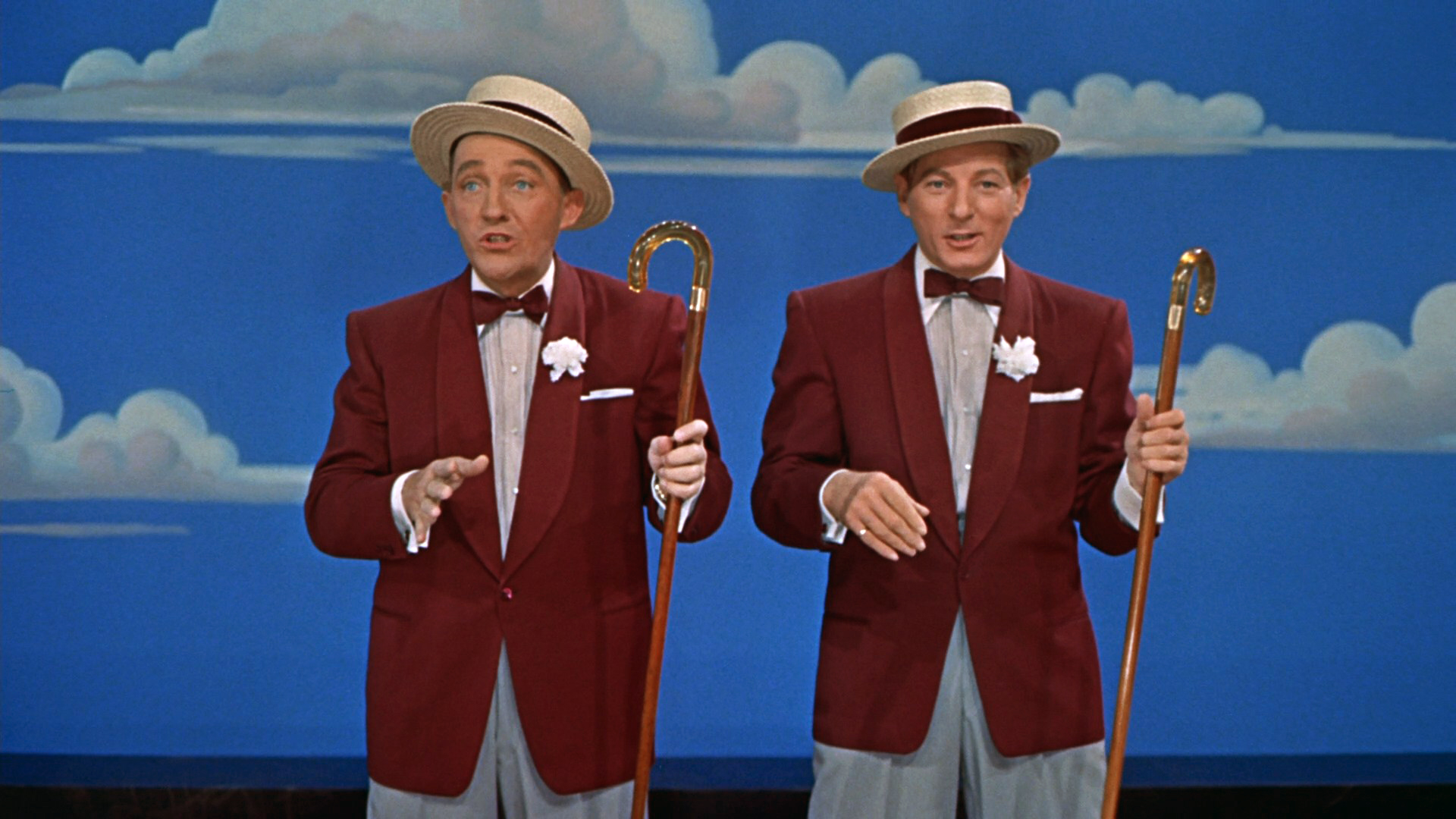
ビング・クロスビー とダニー・ケイ

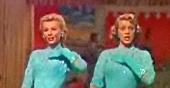
ヴェラ＝エレンとローズマリー・クルーニー

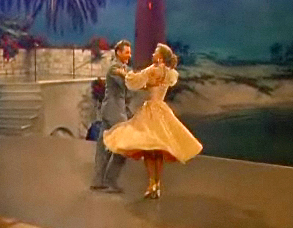
ダニー・ケイとヴェラ＝エレン

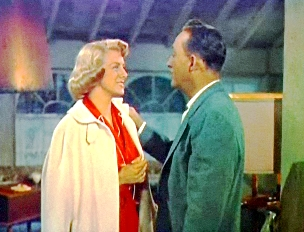
ローズマリー・クルーニーとビング・クロスビー

## キャスト
| 役名                     | 俳優                     | 日本語吹替                            |
| 役名                     | 俳優                     | フジテレビ版                          |
| ------------------------ | ------------------------ | ------------------------------------- |
| ボブ・ウォレス           | ビング・クロスビー       | 中村正                                |
| フィル・デイヴィス       | ダニー・ケイ             | 羽佐間道夫                            |
| ベティ・ヘインズ         | ローズマリー・クルーニー | 寺島信子                              |
| ジュディ・ヘインズ       | ヴェラ＝エレン           | 池田和歌子                            |
| ウェイヴァリー将軍       | ディーン・ジャガー       | 久松保夫                              |
| エマ・アレン             | マリー・ウィックス       | 香椎くに子                            |
| スーザン・ウェイヴァリー | アン・ホイットフィールド | 油谷佐和子                            |
| ドリス・レンツ           | バリー・チェイス         | 島木綿子                              |
| ノベロ                   | ハーブ・ヴィグラン       | 諏訪孝二                              |
| ジョン                   | ジョン・ブラシア         | 野島昭生                              |
| ハリンス                 |                          | 桑原たけし                            |
| バンマス                 |                          | 北村弘一                              |
| カールトン               |                          | 根本好章                              |
|                          |                          |                                       |
| 演出                     |                          |                                       |
| 翻訳                     |                          |                                       |
| 効果                     |                          |                                       |
| 調整                     |                          |                                       |
| 制作                     | 制作                     | 東北新社                              |
| 解説                     | 解説                     | 前田武彦                              |
| 初回放送                 | 初回放送                 | 1971年12月24日 『ゴールデン洋画劇場』 |

## 楽曲
劇中の楽曲は全てアーヴィング・バーリンの作である。
- "ホワイト・クリスマス White Christmas" (クロスビー)
- "It's Cold Outside" (クロスビー)
- "The Old Man" (クロスビー、ケイ、兵士の合唱)
- Medley: "Heat Wave"/"Let Me Sing and I'm Happy"/"Blue Skies" (クロスビー、ケイ)
- "Sisters" (クルーニー)
- "The Best Things Happen While You're Dancing" (ケイ [ヴェラ＝エレン])
- "Snow" (クロスビー、ケイ、クルーニー、スティーヴンス)
- "Sisters (reprise)" (クルーニー)
- ミンストレル・ショーの曲: "I'd Rather See a Minstrel Show"/"Mister Bones"/"Mandy" (クロスビー、ケイ、クルーニー、ヴェラ＝エレン、合唱)
- "Count Your Blessings Instead of Sheep" (クロスビー、クルーニー)
- "Choreography" (ケイ)
- "The Best Things Happen While You're Dancing (reprise)" (ケイ、合唱)
- "Abraham" (instrumental)
- "Love、You Didn't Do Right By Me" (クルーニー)
- "What Can You Do with a General?" (クロスビー)
- "The Old Man (reprise)" (クロスビー、兵士の合唱)
- "Gee、I Wish I Was Back in the Army" (クロスビー、ケイ、クルーニー、スティーヴンス)
- "White Christmas (finale)" (クロスビー、ケイ、クルーニー、スティーヴンス、合唱)

この他にも、バーリン作の楽曲(「Heat Wave」、「Let Me Sing and I'm Happy」、「Blue Skies」)が短く用いられている箇所がある。
バーリンは、クロスビーと、一時期相手役が予定されていたドナルド・オコーナーのために「A Crooner - A Comic」という曲も書いたが、オコーナーが外れたために、この曲も採用されなかった。クロスビーとケイは、映画冒頭の戦場でのクリスマス・イブのショーの場面用に、やはりバーリン作の「Santa Claus」という曲を録音したが、結局、映画では使用されなかった。この録音は残されている。
この映画で使用された「What Can You Do with a General?」は、元々は『Stars on My Shoulders』という別の映画のために書かれたものであったが、その映画は実現しなかった。

## 製作
撮影は、1953年の9月から11月にかけて行われた。この映画はビスタビジョン方式で撮影された最初の映画であり、テクニカラーとパースペクタ・ステレオのシステムを採用した、当時の最新技術による映画であった。
映画『ホワイト・クリスマス』は、当初、クロスビーとフレッド・アステアの共演でバーリン作品を並べる3本目の映画として企画された。クロスビーとアステアは、1942年の『スイング・ホテル』(『ホワイト・クリスマス』には、この作品の部分的なリメイクが組み込まれている)、1946年の『ブルー・スカイ』で共演していた。しかし、アステアは脚本を読んで、この役を断った。アステアに代わったのはドナルド・オコーナーだったが、健康上の理由でオコーナーも外れることになった。オコーナーに代わったのがダニー・ケイであった。
作品の中心になっている主題歌「ホワイト・クリスマス」は、映画『スイング・ホテル』で最初に使用され、1942年のアカデミー歌曲賞を受賞している。映画『ホワイト・クリスマス』からは「Count Your Blessings Instead of Sheep」が、アカデミー歌曲賞のノミネート作品となった。作品中の「Snow」は、元々は「Free」という題でミュージカル『コール・ミー・マダム』のために書き下ろされた雪とは全く関係ない歌だったが、バーリンは、メロディと歌詞の一部を残し、クリスマス映画らしい内容に歌詞を書き換えた。
ヴェラ＝エレンは、寝巻きまで含めすべての衣装でハイネック姿で現われるが、これは彼女が撮影時に拒食症の闘病中で、首がひどく老けて見えたからだと広く信じられている。しかし、これは事実とは考えにくい。1954年10月、映画『スタア誕生』のプレミア上映に、ヴェラ＝エレンは襟の低いガウン姿で現われ、首も肩もきれいな状態であることが見て取れた。ヘインズ姉妹は、ヴェラ＝エレンが演じるジュディが妹という設定になっているが、ローズマリー・クルーニーはヴェラ＝エレンよりも7歳年下であった。
ヴェラ＝エレンの歌う場面は、トゥルーディー・スティーヴンスによって吹き替えられているが、「Sisters」については、ローズマリー・クルーニーが二つのパート両方を歌っている。クルーニーはコロムビア・レコードと契約していたので、1954年にデッカ・レコードから出たサウンドトラック・アルバム『Selections from Irving Berlin's White Christmas』からは外れ、ペギー・リーに差し替えられた。一方、クルーニーは、この映画で使われた曲を集めたて録音し直したアルバム『Irving Berlin's White Christmas』を、やはり1954年にコロムビア・レコードから出している。
この映画には、多数の有名な演技者たちが（クレジットなしに）出演している。ドリス・レンツ役("Mutual, I'm sure!" という台詞がある)は、ダンサーのバリー・チェイスである。後に『ウェストサイド物語』でアカデミー助演男優賞を受賞するジョージ・チャキリスは、ミュージカルの場面の2曲に登場しているが、クレジットはされていない。映画の随所で、特に「Mandy」と「Choreography」の場面で、ヴェラ＝エレンと一緒に踊るリード・ダンサーは、ジョン・ブラシアである。ヴェラ＝エレン扮するジュディが兄ベニーの写真を見せる場面で、戦闘服姿で写真に写っているのは、短編映画シリーズ『Our Gang』(通称『The Little Rascals』)で子役としてアルファルファ少年を演じたカール・スウィッツァーである。
映画『頭上の敵機』(1949年)でアカデミー助演男優賞を受けていた性格俳優ディーン・ジャガーは、この映画では禿げ隠しのかつらをつけて登場する。また、ジャガーは前年に公開されたシネマスコープ方式で撮影された最初の映画である聖衣にも出演しており、シネマスコープとビスタビジョン両方の初採用作品に出演していることになる。他にも、メアリー・ウィックス、アン・ホイットフィールド、トニー・ブタラ(後にレターメンで活躍)、ベイ・アレン、ジョニー・グラント等々、
多数の助演者が出演している。

## 興行成績
この映画は大きな成功を収め、1200万ドル以上を売り上げて、1954年の興行成績トップとなり、大きな収益を上げた。この年、2位だった『ケイン号の叛乱』は870万ドルであった。

## 舞台化
この映画は、2004年にミュージカル『Irving Berlin's White Christmas』として舞台化され、サンフランシスコでの初演後、ボストン、バッファロー、ロサンゼルス、デトロイト、ルイヴィルなど、米国各地で上演された。
ブロードウェイでは、マーキス劇場で2008年11月14日から2009年1月4日まで上演されただけであった。2006年から2008年にかけては、英国でも上演されている。前年のマンチェスター公演の成功後、2010年11月から2011年1月までタイン・アンド・ウィアのサンダーランドのサンダーランド帝国劇場で上演された。